# Martynów Nowy
Martynów Nowy (ukr. Новий Мартинів) – wieś na Ukrainie w obwodzie iwanofrankiwskim, położona niedaleko brzegów Dniestru, oddalona 15 kilometrów w linii prostej od Halicza. W II Rzeczypospolitej Martynów znajdował się w województwie stanisławowskim, w powiecie rohatyńskim.
Miejscowość znana jest głównie dzięki słynnej bitwie pod Martynowem stoczonej przez wojska polskie z Tatarami 20 czerwca 1624.
W II Rzeczypospolitej wieś w powiecie rohatyńskim województwa stanisławowskiego. W latach 1943–1945 nacjonaliści ukraińscy z OUN-UPA tutaj i na terenie wsi Martynów Stary zamordowali 15 Polaków.
W Martynowie urodził się Józef Puzyna (1856–1919) – polski matematyk, profesor Uniwersytetu Lwowskiego, oraz Juliusz Tadeusz Tarnawa-Malczewski (1872–1940) – polski inżynier, generał dywizji Wojska Polskiego II RP.